# Daniel Hernández González
Daniel Hernández González (Zamora, España, 30 de mayo de 1992), conocido deportivamente como Dani Hernández, es un futbolista español. Actualmente juega en el Zamora CF, de la Primera Federación de España como mediocentro.

## Trayectoria
Se ha formado en las categorías inferiores del Zamora CF.
Ha pasado por clubes como el Getafe CF B, el Córdoba CF B, el SD Compostela y el SD Amorebieta.
El 22 de agosto de 2017, llega libre al Zamora Club de Fútbol firmando por 1 temporada.

## Clubes
| Club          | País   | Año       |
| ------------- | ------ | --------- |
| Zamora CF     | España | 2011-2013 |
| Getafe CF B   | España | 2013-2014 |
| Córdoba CF B  | España | 2014-2015 |
| SD Compostela | España | 2015-2016 |
| SD Amorebieta | España | 2016-2017 |
| Zamora CF     | España | 2017-Act. |